# Кайленей
Кайленей - згаслий вулкан у центральній частині Серединного хребта на півострові Камчатка, Росія.
Вулкан розташований на східному схилі Серединного хребта, у верхів'ї річок Права Ука та Ліва Ука. Форма вулкана є пологим неправильним щитом. У вулканічна споруда займає площу - 24 км2, обсяг виверженого матеріалу 5 км3. Абсолютна висота – 1608 м, відносна: східних схилів – 1000 м, західних – 300 м.
Вулкан складений в основному лавовими потоками та пірокластичним матеріалом. Вершина вулкана увінчується двома невеликими пологими конусами. Активність вулкана відносять до голоценового періоду.
Вулкан входить до групи північного вулканічного району, серединного вулканічного поясу.